# Kasteel Expoel

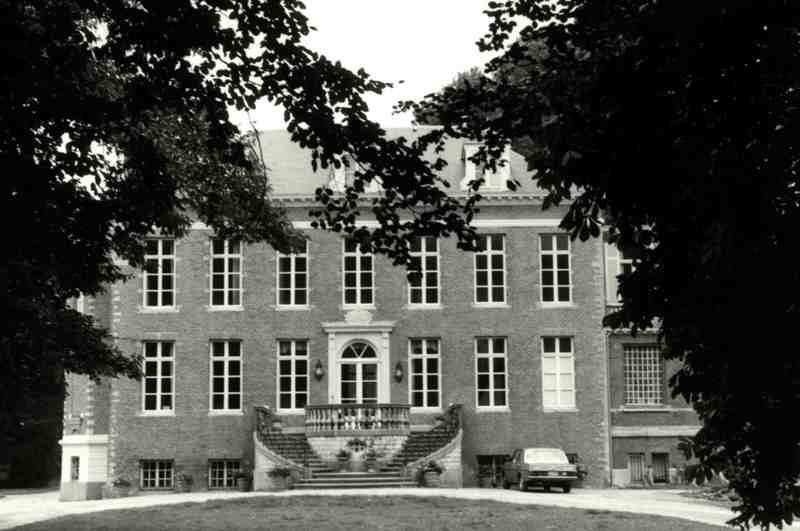
Kasteel Expoel in 1979

Het Kasteel Expoel is een kasteel in de tot de Antwerpse gemeente Mechelen behorende plaats Hombeek, gelegen aan de Expoelstraat 2-6.

## Geschiedenis
Vanouds vormde Expoel, samen met Nailienbosch, een enclave binnen het Hertogdom Brabant die afhing van de heren van Grimbergen. De naamgeving is afkomstig van de eerst bekende eigenares, Catharina Raduwaerts die in 1272 al getrouwd was met Jan de Axpole. Het leen had in de loop der eeuwen diverse eigenaars en kwam omstreeks 1700 aan Balthasar IV Moretus. Deze verbouwde het domein tot een buitenverblijf. Dit geschiedde vóór het jaar 1717. Daarbij werd ook een kasteeldreef aangelegd.
In 1736 werd het goed verkocht aan de familie de Meester. In 1742 liet kanunnik Pieter Jan de Meester een kapel aanbouwen die omstreeks 1912 door Romaine de Meester werd vervangen door een grotere kapel.
In 1837 werd de spoordijk van Mechelen naar Dendermonde aangelegd en deze sneed een deel van het park af. Wat overbleef werd heraangelegd in Engelse landschapsstijl.
In 1876 liet Athanase de Meester de bijgebouwen afbreken waarna nieuwe gebouwd werden.

## Gebouw
Het betreft een kasteel van baksteen en zandsteen op rechthoekige plattegrond. Hoewel het oudere delen kan bevatten werd het kasteel begin 18e eeuw verbouwd en vergroot. Het werd tweemaal zo breed en kreeg nieuwe zuid- en noordgevels. De dubbele trap is vervaardigd van arduin en Gobertangesteen.
De bijgebouwen zijn van omstreeks 1876.